# Rebecca (Georgia)
Rebecca – miasto w Stanach Zjednoczonych, w stanie Georgia, w hrabstwie Turner.